# Marián Vavrek
Marián Vavrek, (ur. 18 lipca 1973 w Bardejowie) – słowacki siatkarz, występujący na pozycji blokującego. Jego atrybuty fizyczne to 205 cm i 106 kg. Jego zasięg w ataku wynosi 357 cm, natomiast zasięg w bloku 348 cm. W młodości był hokeistą. Jako juniorski reprezentant Czechosłowacji grał na Mistrzostwach Świata do lat 20 rozgrywanych w roku 1993 w Argentynie, gdzie wraz z drużyną zdobył brązowy medal. W reprezentacji Słowacji występował od roku 1993 do roku 2003. Uczestniczył w Mistrzostwach Europy 1997 rozgrywanych w Holandii, 2001 rozgrywanych w czeskiej Ostrawie i w Mistrzostwach Europy 2003 rozgrywanych w niemieckim Lipsku. Siedmiokrotnie zdobył drużynowe mistrzostwo Słowacji – sześciokrotnie z VKP Bratysława i raz z Petrochemą. Z zespołem Tirolu Innsbruck dwukrotnie zdobył wicemistrzostwo Austrii.
Kluby:
- Nafta VKP Bratysława, do 1998
- Mendig, 1998 - 1999
- Petrochema Dubová, 1999 - 2000
- Aris Saloniki, 2000
- Petrochema Dubová, 2000 - 2001
- Tirol Innsbruck, 2001 - 2003
- Klagenfurt am Wörthersee, 2003 - 2004
- Volleyball Canteleu-Maromme, 2004 - 2006